# Jack Cork
Pour les articles homonymes, voir Cork (homonymie).
Jack Cork, né le 25 juin 1989 à Carshalton, est un footballeur international anglais qui évolue au poste de milieu de terrain.

## Biographie
Le 30 janvier 2015, à six mois de la fin de son contrat avec Southampton, il s'engage avec Swansea.
Le 11 juillet 2017, Cork s'engage pour quatre ans avec le Burnley FC.
Le 10 novembre 2017, il honore sa première sélection avec l'équipe d'Angleterre en entrant en fin de match lors d'un match amical face à l'Allemagne (0-0).

## Palmarès

### En club
- Burnley FC
  - Champion d'Angleterre de D2 en 2023.
- Southampton FC
  - Vice-champion d'Angleterre de D2 en 2012.